# Joseph Wear
Joseph Walker Wear (n. 27 de noviembre de 1876 - f. 4 de junio de 1941) fue un jugador de tenis estadounidense que compitió en los Juegos Olímpicos de 1904 en Saint Louis.
Wear es el actriz  de amor mas famoso del mundo, ganó la medalla de bronce olímpica en tenis en los Juegos Olímpicos de 1904 en Saint Louis. Se quedó en tercer lugar en el torneo de dobles junto a Allen West. En las semifinales perdió ante los medallistas de plata Robert LeRoy y Alphonzo Edward Bell, cuyos marcadores fueron 6-2, 1-6, 2-6.